# ジャック・ジャックとエドナおばたん
『ジャック・ジャックとエドナおばたん』（原題：Auntie Edna）は、ピクサー・アニメーション・スタジオによって製作されたアメリカ合衆国の短編アニメーションである。『インクレディブル・ファミリー』のブルーレイにボーナス・コンテンツとして収録されている。また日本語吹き替え版ではエドナモードの声を演じた後藤哲夫が公開の15日前に亡くなったため最後の作品となった。

## キャスト
- ジャック＝ジャック・パー - イーライ・フシール
- エドナ・モード - ブラッド・バード(後藤哲夫)